# Панисламизм
Панислами́зм (др.-греч. πᾶν — «всё» и араб. إسلام‎ — «ислам») — религиозно-политическая идеология, в основе которой лежат представления:
- о духовном единстве мусульман всего мира вне зависимости от социальной, национальной или государственной принадлежности; и
- о необходимости их политического объединения под властью высшего духовного главы (халифа).

В то время, как панарабизм пропагандирует единство и независимость арабов вне зависимости от их религии, панисламизм сосредотачивается на исламском мире.
Движение панисламизма имеет исторические корни в ранние годы ислама, когда пророк Мухаммед объединил в едином государстве все племена арабского полуострова, а вскоре после этого, Умар объединил Северную Африку и большую часть Ближнего Востока.
Во время колониального периода в арабском мире политику панисламизма проводил Джамаль Аль-Шума Аль-Афгани. Известно, что социальная политика Аль-Афгани была очень прогрессивной по тем временам.
Между Первой и Второй мировой войной, Амин аль-Хусейни, муфтий Иерусалима, пытался получить поддержку нацистов для объединения мусульман в новом халифате. Амин аль-Хусейни стремился изгнать британцев из подмандатных территорий на Ближнем Востоке.
Поскольку страны-колонизаторы в XX столетии утратили контроль над многими территориями, арабские и мусульманские националисты были обнадёжены.
После учреждения еврейского государства на территории Подмандатной Палестины и последующего признания Израиля как страны Организацией Объединённых Наций, а также поражения арабских государств в 1948 и в 1967 годах, арабские религиозные лидеры стали утверждать, что для разрушения Израиля требуется возвращение мусульман к исламскому фундаментализму.
«Братья-мусульмане» в Египте бросили вызов светскому правительству политической партии Вафд и, позже, администрации президента Hacepa. В Египте и в других арабских странах панисламисты находили последователей, прежде всего, среди сограждан из низших и средних классов. Однако, до конца 1970-х гг. почти все попытки панисламистов захватить власть были безуспешны. Президенты Египта Нассер и Анвар Садат проводили репрессивную политику в отношении панисламистов, казнив и посадив в тюрьмы многих из них. За участие в движении «Братьев-мусульман» был казнён известный исламский учёный Сейид Кутб.
Последователи мусульманского движения Деобанди при содействии американских и пакистанских правительств участвовали в военном конфликте против Советского Союза в Афганистане.
В других случаях, конфликты между мусульманскими фракциями шиитов и суннитов препятствуют долгосрочному объединению исламского мира.
В ходе развития Интернет-технологий, панисламизм получил ещё один инструмент для развития, используя социальные и организационные ресурсы мировой паутины. В 2011 году благодаря инвестициям мусульманских предпринимателей из России и Турции началась разработка социальной сети Salamworld, которая нацелена на создание единого Интернет-пространства для исламской молодёжи.